# سوپرمن: مرد فردا
سوپرمن: مرد فردا (به انگلیسی: Superman: Man of Tomorrow) یک فیلم پویانمایی ویدئویی‌ ابرقهرمانی محصول ۲۰۲۰ آمریکا است که توسط کمپانی برادران وارنر انیمیشن تولید شده‌است. این فیلم سی‌و نهمین فیلم از دنیای پویانمایی دی‌سی به‌شمار می‌رود و داستان آن اوایل زندگی کلارک کنت و تبدیل شدن آن به سوپرمن را شرح می‌دهد. این فیلم شروع یک دنیای جدید سینمایی است که در لیگ عدالت: جنگ جهانی دوم و بتمن: هالووین طولانی ادامه پیدا می‌کند.

## صداپیشگان
- دارن کریس در نقش کال ال / کلارک کنت / سوپرمن
- الکساندرا داداریو در نقش لوئیس لین
- زکری کینتو در نقش لکس لوتر
- آیک عماری در نقش جان جونز / مارشن من‌هانتر
- رایان هرست در نقش لوبو
- برت داالتون در نقش رودی جونز / پارازیت
- نیل فلین در نقش جاناتان کنت
- بلامی یانگ در نقش مارتا کنت
- کریستینا میلیتسیا در نقش مایا / پیتی / کایلی
- یوجین برد در نقش رون تروپ
- آوریل استوارت در نقش خانم رز
- پیوتر مایکل در نقش پری وایت
- دیوید چن در نقش دانشمند

## تولید
در جولای سال ۲۰۱۹، این فیلم در کامیک-کان سن دیگو اکران شد. در ماه مه سال ۲۰۲۰، صداپیشگان فیلم نمایش داده شدند. تیم شریدان، نویسنده فیلم، در مصاحبه‌ای با دی‌سی کامیکس اعلام کرد که کمیک‌های سوپرمن: بیگانه آمریکایی و سوپرمن: حق طبیعی الهام بخش او بوده‌اند.

## موسیقی
یک آلبوم موسیقی متن توسط کوین ریپل  در ۱۰ سپتامبر سال ۲۰۲۰ منتشر شد.

## بازخورد
راتن تومیتوز با بررسی نظرات ۱۳ منتقد، گزارش کرد که ۱۰۰٪ آن‌ها نظر مثبت دربارۀ فیلم داشته‌اند و به صورت میانگین نمرۀ ۷٫۱ از ۱۰ به آن داده‌اند.